# Duisburg - Linea di sangue
Duisburg - Linea di sangue è un film per la televisione diretto da Enzo Monteleone e trasmesso in prima visione su Rai 1 il 22 maggio 2019 in occasione dell'imminente Giorno della legalità. Il film, che racconta la storia della strage di Duisburg, segue le vicende della polizia tedesca e italiana che collaborarono fino all'arresto dei sicari. La pellicola vede come protagonisti Daniele Liotti e Benjamin Sadler, che interpretano rispettivamente il poliziotto italiano e quello tedesco che presero parte alle indagini.

## Trama
Duisburg, ferragosto 2007. Sei ragazzi calabresi vengono trucidati all'uscita da un ristorante italiano. Nella tasca di uno di loro, che ha appena festeggiato i 18 anni, viene trovato un santino bruciato, quello di San Michele Arcangelo, usato durante i riti di iniziazione della 'ndrangheta. La natura della strage si fa dunque palese.
La Germania è costretta a fare i conti con la sempre più ingombrante presenza della 'ndrangheta sul suo territorio. La Kriminalpolizei chiede aiuto alle autorità italiane, e così vengono chiamati a investigare il cacciatore di mafiosi Michele Battaglia e il suo collega tedesco Thomas Block. Presto scopriranno che quella terribile notte è stato il frutto di una vendetta all'interno della faida tra le potenti famiglie Politano-Favara e Lapadula-Albanese di San Luca, un piccolo paese dell'Aspromonte calabrese.

## Produzione
Il film, realizzato con il contributo di Apulia Film Fund della Regione Puglia e con il sostegno logistico di Apulia Film Commission, è stato girato in gran parte tra Peschici e Vico del Gargano (Foggia), Bari e Triggiano.

## Riconoscimenti
- 2019 - Premio Cinearti La chioma di Berenice[5][6]
  - Miglior produttrice a Laurentina Guidotti
  - Candidatura al miglior attore a Daniele Liotti
  - Candidatura al miglior attore a Benjamin Sadler
  - Candidatura al miglior musicista a Pivio e Aldo De Scalzi
  - Candidatura al miglior montaggio a Cecilia Zanuso
  - Candidatura al miglior regista a Enzo Monteleone